# Goderville
Goderville – miejscowość i gmina we Francji, w regionie Normandia, w departamencie Sekwana Nadmorska.
Według danych na rok 1990 gminę zamieszkiwały 2044 osoby, a gęstość zaludnienia wynosiła 256 osób/km² (wśród 1421 gmin Górnej Normandii Goderville plasuje się na 112. miejscu pod względem liczby ludności, natomiast pod względem powierzchni na miejscu 468.).

## Goderville w literaturze
Guy de Maupassant umieścił w Goderville akcję swojego opowiadania pt. „Sznurek” („La Ficelle”).